# Battaglia di al-Buwayb
La battaglia di Buwayb (in arabo ﻣﻌﺮﻛـة ﺑﻮﻳﺐ‎?, Maʿrakat Buwayb), fu combattuta alla fine del 634 dalle forze imperiali sasanidi e da quelle arabe, guidate rispettivamente da Mihrān-e Hamadānī, e da al-Muthannā b. Ḥāritha.

## Antefatti
Dopo la disastrosa sconfitta nella battaglia del Ponte, i musulmani non si persero d'animo e cercarono immediatamente di organizzare nuove forze per prendersi una rivincita ai danni dell'Impero sasanide che li aveva colpiti tanto duramente.

Chiamarono quindi a raccolta tutti i volontari tra le tribù beduine, mentre ciò che rimaneva dell'esercito musulmano riprendeva le forze a Ullays.

All'appello risposero positivamente i Banu Azd con 700 cavalieri e i B. Tamīm con circa un migliaio di guerrieri. Anche i Kināna, i Rabab, gli Ḥanzala, i Ḍabba, i Bajīla e i Khat'am accorsero, al pari dei cristiani Taghlib e dei Namir.

## Lo scontro
Al-Muthannā mosse allora alla volta di Dhū Qār, a pochi km da al-Qādisiyya, mentre Mihrān si muoveva per accamparsi sulle sponde dell'Eufrate, opposte agli attendamenti degli Arabi ad al-Milṭāṭ, nelle cui vicinanze scorreva un piccolo corso d'acqua chiamato Buwayb (lett. "Porticina").

Al-Muthannā attese che a prendere l'iniziativa fosse il nemico e che ad attraversare l'Eufrate fossero quindi i Persiani, memore del dramma verificatosi in occasione dell'attraversamento del ponte da parte dei musulmani nella battaglia che da quel ponte prese il suo nome.
I combattimenti furono violentissimi, tanto che rimase ferito e portato lontano dal luogo dello scontro Masʿūd b. Ḥāritha, fratello di al-Muthannā, e altrettanto accadde ad Anas b. Hilāl al-Namarī, mentre Qurṭ b. Jammāḥ al-ʿAbī spezzò alcune lance e spade nel combattimento, uccidendo però un comandante sasanide Shahrbarāz.
Secondo Ṭabarī, la battaglia fu anche chiamata "Giornata dei Dieci" (Yawm al-aʿshār, in arabo ﻳﻮﻢ ﺍلاﻋﺸﺎﺭ‎?), riferendosi al fatto che vi furono cento persone, ognuna delle quali aveva ucciso dieci nemici, e ricordava come ʿUrwa b. Zayd al-Khayl dei Banu Tayy, Ghālib dei B. Kināna e ʿArfaja degli Azd fossero stati tra coloro che ne avevano uccisi "solo" nove.
La battaglia si risolse in una netta vittoria musulmana ma se i Sasanidi piansero la morte del loro comandante Mihrān b. Bādhān, al-Muthannā dovette piangere quella del fratello Masʿūd. L'arrivo di 6 000 nuovi guerrieri al comando di Saʿd b. Abī Waqqāṣ, designato comandante generale delle forze musulmane dal califfo ʿUmar, pose fine a un pericoloso contrasto per il comando insorto tra al-Muthannā e al-Jarīr b. ʿAbd Allāh al-Bajalī, che unirono le loro forze a quelle di Saʿd a Sharāf.

Della battaglia al-Muthannā - che morirà non troppo tempo dopo nella battaglia di al-Qādisiyya - disse:
(Ṭabarī, Taʾrīkh, III, pp. 468-9.)